# Pterocactus gonjianii
Pterocactus gonjianii és una espècie que pertany a la família de les cactàcies (Cactaceae).

## Descripció
Pterocactus gonjianii creix amb nombroses tiges ramificades i gairebé sense espines. Les tiges són cilíndriques, de color marró violeta, de 5 a 10 cm de llarg i d'1 a 1,5 cm de diàmetre i són notablement tuberoses. A les tiges hi ha nombrosos gloquidis de fins a 2 mm de llargada . Les 6 a 10 espines, que no es poden diferenciar en espines marginals i centrals, són de color de vidre a marró clar i fan d'1 a 4 mm de llarg.
Les flors en forma de roda, són de color crema o de groc a rosa blanquinós fan entre 4 i 5 cm de diàmetre. Els fruits poder arribar a fer fins als 2 cm de diàmetre.

## Distribució
Pterocactus gonjianii està molt estès a la província argentina de San Juan a altituds de 1500 a 2500 metres.

## Taxonomia
Pterocactus gonjianii va ser descrita per R. Kiesling i publicat a Cactus and Succulent Journal of Great Britain 44: 55, a l'any 1982.
Etimologia
Pterocactus: nom genèric que deriva de les paraules gregues: "πτερόν" (pteron), que significa "ales", i fa referència a les llavors alades que són típiques del gènere i úniques dins de la família dels cactus.
gonjianii: epítet atorgat en honor al col·leccionista de cactus argentí Barkev Gonjian.